# Charlotta Riberdahl
Charlotta Riberdahl, född 6 september 1964, är en svensk jurist som var lagman i Linköpings tingsrätt från 2020 till 2023.
Riberdahl utnämndes 15 mars 2000 till rättssakkunnig i justitiedepartementet. Hon utnämndes till kammarrättsråd i Kammarrätten i Stockholm 17 november 2005. Hon utnämndes till lagman i Göta hovrätt 11 november 2010. Hon utnämndes 5 mars 2020  till lagman i Linköpings tingsrätt. Hon anställdes 21 augusti 2023 som biträdande jurist vid Kihlstedts Advokatbyrå.